# جان كريستوف فاوريل
جان كريستوف فاوريل (بالفرنسية: Jean-Christophe Faurel)‏ مواليد 6 مارس 1981 في روي-مالميزون، فرنسا، هو لاعب كرة مضرب فرنسي سابق بدأ مسيرته كمحترف سنة 2000 وكان يلعب باليد اليمنى. أعلى تصنيف له في الفردي كان المركز الـ 140 في سنة 2006.

## النهائيات

### الفردي: (1)
| الرقم | السنة | الدورة             | الأرضية | المنافس في النهائي | النتيجة في النهائي |
| ----- | ----- | ------------------ | ------- | ------------------ | ------------------ |
| 1.    | 2005  | تيميسوارا، رومانيا | ترابية  | ياكوب هيرم-زاهلافا | 6–3, 7–5           |

## روابط خارجية
- جان كريستوف فاوريل على موقع رابطة محترفي التنس (الإنجليزية)
- جان كريستوف فاوريل على موقع الاتحاد الدولي لكرة المضرب (الإنجليزية)
- جان كريستوف فاوريل على موقع خلاصة التنس.كوم (الإنجليزية)